# Gentner (Handwerk)
Gentner (oder Gantner) ist eine historische, im 14. bis 16. Jahrhundert vor allem in Schwaben belegte Bezeichnung für das Handwerk des Küfers. Sie soll von Ganter (Balkenwerk, auf das man Fässer legte) abgeleitet sein.
Regional stammen die bisher bekannten Belege aus dem niederschwäbischen Raum, ergänzt um den Raum Memmingen, Schwäbisch Hall und Rothenburg ob der Tauber.

## Belege
- 1310: In der Ordnung des Schönbuchs heißt es: Wenn den Baum ain Gantener howet, der winväßer machen will, soll er einen Schilling geben.[1]

- 14. Jahrhundert: Nach dem Roten Buch der Stadt Ulm (Artikel 160) sollen bei einem Feuer die Fassbinder (alle gantern und schafbinden) ihre Kübel herausstellen.[2]

- 1489: In einer Rechnung der Pfarrkirche Hohenberg heißt es der gentner gnadenbrieff, was sich auf Jakobusbruderschaft der Gentner (fratres et sorores fraternitatis doliatorum) bezieht, deren lateinische Statuten um 1500 auf der Rückseite den Vermerk (nach 1516) Gentner tragen.[3]

- 1487 schrieb sich der spätere Tübinger Professor Johannes Adler aus Münster bei Gaildorf in Heidelberg mit seinem Geburtsnamen Genthner ein,[4] später latinisiert Doleatoris (= Küfer).

- 1492: In Schwäbisch Gmünd wird ein Garten verkauft dem erbern Hansen Weigkman dem gentnern, Bürger zu Gmünd.[5]

- 1502: Hans Baur der Gentner ist Bürger zu Schwäbisch Gmünd.[6]

- 1512: Zur Bruderschaft der (Fass-)Binder in Kirchheim unter Teck zählten auch die Zimmerleute, Maurer, Gantner (= Küfer), Tuchmacher, Ziegler, Decker und Dreher.[7]

- 1521: Die Feuerordnung von Schwäbisch Gmünd bestimmt: Alle gendtner und alle Bader sollen bei Feueralarm ihre Geschirre (Geräte) vor das Haus zum Gebrauch der Bürger stellen.[8]
- 1524: In den Memminger Ratsprotokollen wird für den 27. Juni 1524 festgehalten, dass die gentner darum bitte, ihre Stände auf dem Weinmarkt aufschlagen zu dürfen.[9]

- 1525: In Quellen zum Bauernkrieg aus der Reichsstadt Rothenburg erscheinen mehrfach Gentner: Butner, gentner und schreiner.[10] Gentner wird erklärt mit: "In Rothenburg Bezeichnung für Weißbüttner, die kleine Gefäße aus hellem Holz herstellen".[11] Das entspräche der Schweizer Weissküferei.

- 1579: Hans Weikmann der Gentner, Bürger zu Schwäbisch Gmünd.[12]

### Träger des Familiennamens Gentner, die als Küfer tätig waren
- 1446: Heinz Gentner wurde in Schwäbisch Gmünd wegen der Fälschung von Honigfässern bestraft.[13]

- 1483: Heinz Gentner von Waiblingen quittierte einen Betrag für fünf große Weinkufer oder Bütten.[14]

- Ende 15. Jahrhundert: Hans Gentner war in Schwäbisch Gmünd Mitglied der Binderzunft (Küferzunft).[15]